# Joseph Frederick Wagner
Joseph Frederick Wagner (* 9. Januar 1900 in Springfield; † 12. Oktober 1974 in Los Angeles) war ein US-amerikanischer Komponist, Dirigent und Musikpädagoge.

## Leben und Werk
Joseph Frederick Wagner wurde zunächst an der Technical High School in Providence ausgebildet, studierte privat Klavier und Orgel nebenbei. Dann wechselte er an das New England Konservatorium in Boston zu einem Kompositionsstudium bei Frederick Converse (Diplom 1923). Zudem nahm er noch Kompositionsunterricht bei Alfredo Casella in Boston. 1934 bis 1935 ging er zu Fortbildungsstudien nach Paris bei Nadia Boulanger (Komposition) und Pierre Monteux (Dirigieren) sowie nach Basel bei Felix Weingartner (Dirigieren). Er wirkte von 1923 bis 1944 zunächst als Schulmusiker (Asst. director of music in the Boston public schools) in Boston.
In Boston gründete Wagner 1925 das Civic Symphony Orchestra und leitete dies bis 1944. Er wirkte von 1947 bis 1950 als Dirigent des Duluth Symphony Orchestra in Duluth (Minnesota), von  1950 bis 1954 in San José in Costa Rica. 1961 wurde er zum Chairman der Kompositionsabteilung des Conservatory of the California Institute of the Arts in Los Angeles ernannt.
Joseph Frederick Wagner schrieb Orchesterwerke, darunter drei Symphonien (1935, 1945 und 1951), das Violinkonzert c-moll (1957), Kammermusik, Klavier- und Orgelwerke, eine Missa sacra für Mezzosopran, vierstimmigen Chor und Orchester (1952), Chöre, Gesänge und drei Ballette. Werke aus seiner späten Schaffensphase sind beispielsweise die einaktige Oper New England Sampler (nach Tschechows „Der Heiratsantrag“, Los Angeles 1965) oder die Fantasie und Fuge Bläserquintett (1968). Darüber hinaus verfasste er die Bücher Orchestration (New York 1959) und Band Scoring (New York 1960).